# 애플 A9
애플 A9(Apple A9)는 애플이 설계한 64비트 ARM 아키텍처 시스템 온 칩이다. 2015년 9월 9일에 TSMC 16nm 공정과 삼성전자 14nm 공정에서 생산된 A9이 아이폰 6S와 아이폰 6S 플러스에 탑재되면서 처음 도입되었다. 2018년 9월 12일 아이폰 6S, 아이폰 6S 플러스와 1세대 아이폰 SE가 단종되면서 A9도 생산이 종료되었다. 애플 A9 칩을 사용하는 제품들 중 아이폰은 iOS 15.7.3까지 지원하나, 5세대 아이패드는 iOS 16을 지원한다.

## 채용 제품
- 애플 아이폰 6S - 2015년 9월
- 애플 아이폰 6S 플러스 - 2015년 9월
- 애플 아이폰 SE - 2016년 3월
- 애플 아이패드 (5세대) - 2017년 3월

## 같이 보기
- 애플 A9X